# Canton de Montaner
Le canton de Montaner est une ancienne division administrative française, située dans le département des Pyrénées-Atlantiques et la région Aquitaine.

## Composition
Le canton regroupe 15 communes :
- Aast
- Baleix
- Bédeille
- Bentayou-Sérée
- Casteide-Doat
- Castéra-Loubix
- Labatut
- Lamayou
- Maure
- Monségur
- Montaner
- Ponson-Debat-Pouts
- Ponson-Dessus
- Pontiacq-Viellepinte
- Sedze-Maubecq.

## Histoire
De 1833 à 1848, les cantons de Montaner et de Morlaas avaient le même conseiller général. Le nombre de conseillers généraux était limité à 30 par département.

## Représentation

### Conseillers généraux de 1833 à 2015
| Période           | Identité                                        | Parti       | Qualité                                                                     |
| ----------------- | ----------------------------------------------- | ----------- | --------------------------------------------------------------------------- |
| 1833-1848         | Baron Lysis Baure Pierre de Laussat (1795-1884) |             | Ancien sous-lieutenant au 20ème Chasseurs à cheval Propriétaire à Bernadets |
| 1848-1871         | Xavier de Menvielle (Fils)                      |             | Avocat puis juge au Tribunal civil de Pau, conseiller d'arrondissement      |
| 1871-1877         | Oscar de Menvielle                              | Droite      | Notaire à Pontiacq                                                          |
| 1877-1901         | Léon Carenne                                    | Droite      | Notaire à Bédeille                                                          |
| 1901-1919         | Fernand Bordenave                               | Républicain | Vétérinaire, maire de Ponson-Dessus                                         |
| 1919-1940         | Simon Gueit-Dessus (1881-1946)                  | RG          | Propriétaire, maire de Montaner Nommé conseiller départemental en 1943      |
|                   |                                                 |             |                                                                             |
| 1945-1946 (décès) | Simon Gueit-Dessus                              | DVD         | Ancien maire de Montaner                                                    |
| 1946-1970         | Albert Lagahe (1894-1974)                       | DVG-SFIO    | Maire de Montaner                                                           |
| 1970-1982         | André Lagahe (fils du précédent)                | DVG puis PS | Maire de Montaner                                                           |
| 1982-2001         | Jean-Noël Lacourrège                            | RPR         | Chef d'entreprise Maire d'Aast (1983-2008)                                  |
| 2001-2015         | Michel Pastouret                                | PS          | Enseignant Maire de Bentayou-Sérée (2001-2014)                              |

### Conseillers d'arrondissement (de 1833 à 1940)
| Période                                  | Période      | Identité                                               | Étiquette | Qualité |
| ---------------------------------------- | ------------ | ------------------------------------------------------ | --------- | --- |
| 1833                                     | 1839         | Paul Édouard, Vicomte de Navailles-Labatut (1789-1864) |           | Capitaine de frégate en retraite, propriétaire à Labatut                                                    |
| 1839                                     | 1848         | Xavier de Menvielle                                    |           | Suppléant du juge de paix de Montaner                                                                       |
|                                          |              |                                                        |           | |
|                                          | 1926 (décès) | M. Laurens                                             |           | |
| 1926                                     | 1940         | Jean Mulet                                             | RG        | Entrepreneur de battage, maire de Bédeille                                                                  |
| 1940                                     |              |                                                        |           | Les conseils d'arrondissement ont été suspendus par la loi du 12 octobre 1940 et n'ont jamais été réactivés |
| Les données manquantes sont à compléter. |              |                                                        |           | |

## Démographie
| 1962  | 1968  | 1975  | 1982  | 1990  | 1999  | 2006  | 2011  | 2012  |
| ----- | ----- | ----- | ----- | ----- | ----- | ----- | ----- | ----- |
| 2 478 | 2 373 | 2 207 | 2 321 | 2 474 | 2 454 | 2 484 | 2 591 | 2 633 |